# Zombori István
Zombori István (Szeged, 1949. március 29.) magyar történész, muzeológus, egyetemi tanár, szerkesztő. A Magyar Katolikus Püspöki Kar egyháztörténeti bizottságának tagja.

## Életpályája
Szülei: Zombori István és Rácz Ágnes. 1963–1967 között a Ságvári Endre Gimnázium diákja volt. 1968–1973 között a József Attila Tudományegyetem Bölcsészettudományi Karának történelem-francia szakos hallgatója volt. 1973-2011 között a szegedi Móra Ferenc Múzeumban dolgozott, mint történész-muzeológus; 1978–2007 között a Történelmi osztály vezetője, 2007–2011 között a múzeum igazgatója volt. 1979-ben doktorált a József Attila Tudományegyetem Bölcsészettudományi Karán. 1980–1983 között a Magyar Tudományos Akadémia Történésztudományi Intézetében aspiráns volt. 1981-ben az USA-ban, 1982-ben Madridban, 1994-ben Rómában és Bécsben, 1995-ben Párizsban volt ösztöndíjas. 1987–1991 között a Juhász Gyula Tanárképző Főiskola Történész Tanszékének oktatója volt. 1990-től a Magyar Egyháztörténeti Vázlatok felelős szerkesztője. 2006-ban a Pázmány Péter Katolikus Egyetemen Ph.D. fokozatot szerzett.
1978-tól a Magyar Tudományos Akadémia Reneszánsz-Barokk Kutatócsoportjának tagja. 1979-től a Magyar Történész Társaság tagja. 1986-ban a Magyar Történészek Világszövetségének alapító tagja volt. 1989-ben a Keresztény Értelmiségiek Szövetségének szegedi alapítója, 1989–2006 között titkára, 2006 óta elnöke.
Kutatási területe Pusztaszer és Szeged története, a középkori lovagrend valamint a magyar–spanyol kapcsolatok. A 16–18. századi magyar történelem, művelődés- és egyháztörténet kutatója.

## Magánélete
1987-ben házasságot kötött Velcsov Márta jogásszal. Három gyermekük született: Áron (1987), Patricia (1991) és Laura (1992).

## Kiállításai
- Vasvirágok. A szegedi lakatos-kovács művesség (Móra Ferenc Múzeum, 1973/85)
- Tűzön-vízen át él Szeged. Az 1879-es szegedi nagyárvíz (Képtár, 1979/80)
- Szeged múltja, jelene, jövője (Szegedi Vár, 1981/98)
- Mátyás kori kincsek. Egyházműv. kiállítás (Móra Ferenc Múzeum, Fekete ház, 1987)
- Barokk kincsek (1988)
- Szeged-Csanád egyházmegye múzeum és kincstár (Püspöki Palota, 1995, állandó)
- Szt. István emlékezete faliszőnyegeken (Móra Ferenc Múzeum, Fekete ház, 2000)
- A magyar kereszténység ezer éve (Vatikáni Múzeum, Róma, 2001; Magyar Nemzeti Múzeum, Budapest, 2002)
- „..És látta Isten, hogy jó”. 5 évszázad bibliai témájú műkincsei (Móra Ferenc Múzeum, 2008, kurátor)

## Művei
- Szer monostorától Ópusztaszerig (Trogmayer Ottóval, Budapest , 1980)
- Ópusztaszer, Nemzeti Emlékpark (Trogmayer Ottóval és Juhász Antallal , 1981)
- Csongrád és Csanád megye leírása. Írta Bél Mátyás. Ford. Lakatos Pál és Téglásy Imre . Sajtó alá rendezte, tanulm., jegyz. Szeged, 1984)
- A mo-i értelmiség a 17–18. században (1984)
- Az értelmiség Mo-on a 16–17. században (1988)
- Lovagok és lovagrendek (Budapest, 1988)
- Magyar cserkészet, világcserkészet (Szeged, 1989)
- Ópusztaszer - Nemzeti Történeti Emlékpark (Trogmayer Ottóval, Budapest, 1989)
- A szegedi zsidó polgárság emlékezete (1990)
- Szeged. Fekete ház (Budapest, 1991)
- A katolikus egyház Magyarországon (Somorjai Ádámmal, 1991)
- Régi szegedi látképek (1991)
- A szerbek Magyarországon (1991)
- A gróf Károlyi család hódmezővásárhelyi uradalma a 19-20. században (Budapest, 1994)
- Szeged, Reök palota (1994)
- Gróf Klebelsberg Kunó emlékezete (1995)
- Igazságot szeretettel. Glattfelder Gyula élete és munkássága (Szeged–Budapest, 1995)
- A szeged-algyői szénhidrogénmezők kutatási -művelési története 1965-1990. (1995)
- Templomcím a magyar helységnevekben (11-15. század) (1996)
- Friedensbewegung Katholischer Priester in Ungarn, 1950–1956. Írta Orbán Gyula József (1996)
- Magyar egyháztörténeti bibliográfia, 1980–1990. Szerkesztette: Várszegi Asztrikkal (Budapest, 1997)
- Társadalom, egyház, művelődés. Tanulmányok Erdély történelméhez (1997)
- Hermann Egyed emlékkönyv (Sümegi József, 1998)
- Nagy István emlékkönyv (Szeged, 1999)
- Ópusztaszer (szerkesztette: Blazovich László, Budapest, 2000)
- Rengey-Aigner Ferdinánd és kora. Írta Habermann Gusztáv (Sajtó alá rendezte, Szeged, 2000)
- A Szeged-Csanádi Püspökség. Egyházmegyei múzeum és kincstár (2000)
- Magyarország és a Szentszék diplomáciai kapcsolata 1920–2000 (szerkesztette, Budapest, 2001)
- „Él magyar, áll Buda még!” Történelmi muzeológiai tanulmányok (szerkesztette, 2001)
- Szent István emlékezete falikárpitokon 1938–2000 (szerkesztette, előszó, Szeged, 2001)
- A szegedi székesegyház (szerkesztette: Ábrahám Istvánnal; előszó, 2001)
- Katolikus múzeumok és kincstárak Magyarországon (szerkesztette, utószó. Budapest, 2001)
- A magyar kereszténység 1000 éve. A vatikáni kiállítás katalógusa (szerkesztette: Cséfalvi Pállal és M. A. Angelis-el, 2001)
- A bécsi Pázmáneum (szerkesztette, 2002)
- A múzeumalapító. Jaksa János tanító, múzeumigazgató élete és munkássága (szerkesztette, Budapest–Szeged, 2002)
- A legmakaibb makai. Tanulmányok a 75 éves dr. Tóth Ferenc tiszteletére. Szerkesztette: Marosvári Attilával, Szeged–Makó, 2003)
- Két évszázad zászlói (szerkesztette, Budapest-Szeged, 2003)
- Krzysztof Szydlowiecki kancellár naplója 1523-ból (Budapest, 2004)
- A szegedi nagyárvíz és újjáépítés. Európa Szegedért (szerkesztette: Kaján Imrével, Budapest–Szeged, 2004)
- Közép-Európa harca a török ellen a 16. század első felében (szerkesztette, előszó, Budapest, 2004)
- A szegedi püspöki palota (Vadászi Erzsébettel, Szeged, 2005)
- Historicus Societatis Iesu. Szilas László emlékkönyv (szerkesztette: Molnár Antallal és Szilágyi Csabával, 2007)
- Szathmári Pap Károly erdélyi országgyűlési képviselő arcképcsarnoka 1842. (szerkesztette: Sümegi Györgygyel, 2008)
- Mórahalmi ki kicsoda. Szerkesztette: Bodrits Istvánnal, Szeged, 2009)
- A Szegedi Királyi Biztosi Hivatal iratai 1880-1883 (szerkesztette: Kaján Imrével, 2010)
- Magyar történész-muzeológus ki kicsoda (szerkesztette: Bodrits Istvánnal, Budapest–Szeged, 2010)

## Díjai
- Szocialista Kultúráért díj (1980)
- POFOSZ Hazáért Érdemkereszt (1998)
- Deák Ferenc-díj (2006)
- Széchényi Ferenc-díj (2008)
- Pro Cultura Christiana díj (2018)